# Fort Rouge (Calais)
« Fort rouge » est le nom d'un ancien fort en bois construit sur pilotis à Calais en 1695 par l’ingénieur Clément pour défendre le port, après l'attaque d'une flotte de plus de quarante navires anglais que la ville a subie en septembre 1694 lors de la guerre de la Ligue d'Augsbourg.

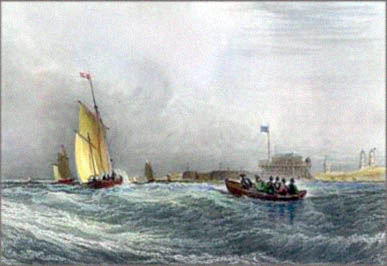
Gravure de D.Cox. présentant le Fort Rouge et le Port de Calais, vers 1860

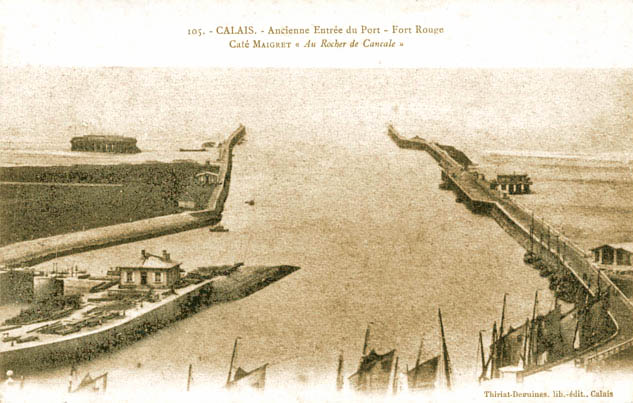
Entrée du port et restes du fort près de la jetée ouest

Ce fort construit en mer était défendu par douze canons, servis par une garnison d'une quinzaine de soldats, pouvant être portée à cinquante en cas de nécessité. 
Il faisait partie d'un ensemble de fortifications, dont :
- le fort Nieulay, déclassé par le Génie en 1900 et mis aux enchères à la mairie avec une mise à prix fixée à 17 500 francs ; acheté par M. Noirtin (industriel forain à Paris) qui surenchérit à 41 000 francs sur M. Bresson, directeur du Casino. Le nouveau propriétaire veut construire un château après démolition des murs sud, mais il meurt en 1908, avant de modifier le fort. En 1870, c'est une prison pour officiers prussiens et un logement de garnison portugaise lors de la Première Guerre mondiale. Il est endommagé lors de la seconde Guerre mondiale, racheté par la ville en 1972 (pour 998 750 francs) et restauré à partir de 1989[2] ;
- le fort Lapin construit en 1690 sur la dune ouest, maçonnerie ;
- le fort de l'Estram (construit en 1690 sur pilotis, entre le Fort Rouge et le Fort Lapin. il brûlera en 1739 à la suite d'une imprudence de la garde) ;
- le fort des Crabes (construit en pierre, en 1690, entre la Citadelle et le Fort Nieulay) ;
- le fort Vert, construit après une attaque anglaise du fort rouge (il sera démoli en 1777).

## Historique
- Le 26 août 1695, les Anglais tentent de l'incendier, mais sont repoussés.
- En 1772 on y appose un pavillon (drapeau) et un fanal y est allumé de nuit. Deux gardes s'y relayaient et une taxe était demandée aux navires pour les payer.
- Le 9 décembre 1804, les Anglais portent un sloop plein d’explosifs sur le fort. Il rate sa cible et brûle contre l'extrémité de la jetée du port. Le toit du corps de garde est néanmoins touché.
Voici comment le journal Le Patriote du 8 décembre 1804 décrit l'événement : « Les officiers de la garnison de Calais offrent un bal aux dames de la ville, à l’hôtel Dessin. Au moment où les dames venaient de finir, un bruit terrible se fit entendre accompagné d’une forte secousse qui renversa les tables de jeu et les joueurs. Les officiers, en bas de soie et en culotte courte se précipitent vers les casernes croyant à une attaque ou à un bombardement. C’était un énorme brûlot ou torpille que les Anglais avait dirigé sur l’entrée du port et qui avait fait explosion près du Fort Rouge auquel il fit de grands dégâts – Presque toutes les vitres de la ville furent brisées. »
- On envisage de le remplacer par un fort en pierre, ou de le protéger par un mur, mais le projet n'est pas suivi. Le fort, mal entretenu, se dégrade et on décide le 30 juin 1806 de le remplacer par une tourelle avec lanterne qui jouera le rôle de phare.
- En août 1856, il passe dans le domaine civil. Ses canons sont emportés à l’arsenal de la citadelle et pour six d'entre eux acheminés à Cherbourg où ils seront fondus.
- En 1857, les feux de marée et le mât de signaux sont transportés sur la jetée ouest.
- En 1864, la commune programme son démantèlement, qui permettra de récupérer 500 mètres cubes de bois et une tonne et demie de ferrures.

Ce fort sera également témoin de certains naufrages, dont celui en 1814 d'un navire hollandais de 27 tonneaux « le J. Jacob », manœuvré par quatre hommes d'équipage. Le bateau est chargé « de plomb, de vieux cuivre, de blanc de céruse, de fromage et bagages ». Il s'échoue près du fort vers deux heures de l'après-midi. Sa cargaison est sauvée, sauf une partie du blanc de céruse et du plomb qui ont peut-être été à l'origine l'une des premières pollutions que cette zone ait connue.